# 莫代讷
莫代讷（法語：Modène，法語發音：[mɔdɛn]）是法国普罗旺斯-阿尔卑斯-蓝色海岸大区沃克吕兹省的一个市镇，属于卡庞特拉区。

## 地理
莫代讷（44°6'12"N, 5°7'23"E）面积4.73 平方千米，位于法国普罗旺斯-阿尔卑斯-蓝色海岸大区沃克吕兹省，该省份为法国东南部内陆省份，北起德龙省，西北接阿尔代什省，西接加尔省，南至罗讷河口省，东南角与瓦尔省接壤，东临上普罗旺斯阿尔卑斯省。
与莫代讷接壤的市镇（或旧市镇、城区）包括：卡龙、克里永勒布拉沃、马藏、圣皮埃尔德瓦索勒。

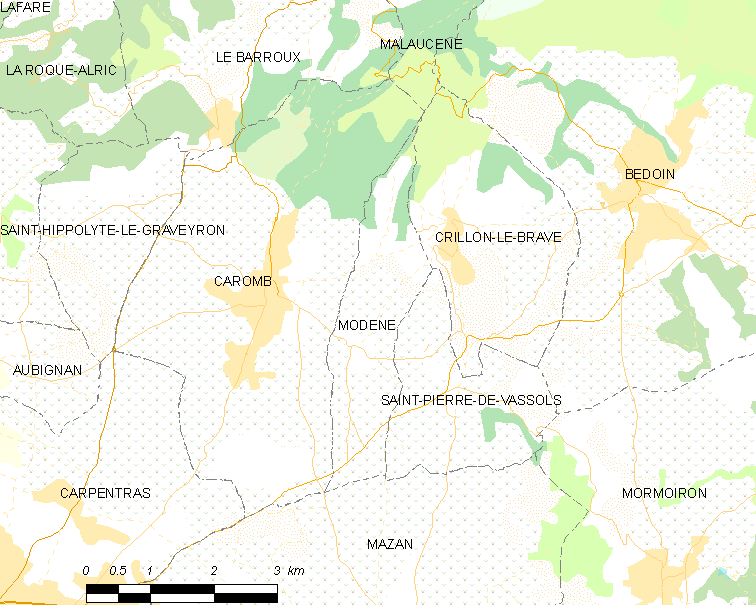
莫代讷的OSM定位图

莫代讷的时区为UTC+01:00、UTC+02:00（夏令时）。

## 行政
莫代讷的邮政编码为84330，INSEE市镇编码为84077。

## 政治
莫代讷所属的省级选区为佩尔讷莱方丹县。

## 人口

1962-2008年间莫代讷人口变化图示

莫代讷于2022年1月1日时的人口数量为461人。